# Dizionario toponomastico ed onomastico della Calabria
Il Dizionario toponomastico ed onomastico della Calabria è un dizionario scritto dal filologo tedesco Gerhard Rohlfs e pubblicato la prima volta nel 1974; successivamente ebbe tre ristampe, l'ultima nel giugno del 1990.
È edito da Longo Editore.
Nel dizionario sono elencati e descritti nomi di comuni, frazioni, contrade, borgate, villaggi, casali fiumi, fiumare, torrenti, monti e boschi, ma anche i cognomi più diffusi e caratteristici della Calabria.
Viene data più importanza, e quindi una descrizione più dettagliata alla toponomastica di più rilevante importanza della Calabria anziché ai nomi comuni che sono diffusi anche al di fuori della Calabria (Pietragrande, Costapiana...)
per i toponimi generalmente viene preferita la forma dialettale più vicina al nome reale che a quella italiana, spesso deformata per essere adattata all'ortografia italiana.

## Struttura del dizionario
- Introduzione
- La raccolta dei materiali
- La questione dell'origine (etimologia)
- Tavole delle sigle bibliografiche (elenco delle fonti)
- Province di Cosenza
- Provincia di Catanzaro
- Provincia di Reggio Calabria
- Elenco delle abbreviazioni
- Trascrizioni
- Parte principale del Dizionario
- Supplemento (aggiunte e correzioni)
- Elenco delle fonti (aggiunte dell'ultima ora)
- Ultime aggiunte e rettifiche

- Repertorio etimologico

1. Latino
2. Greco
3. Francese
4. Arabo
5. Lingue varie

- Indice onomastico

1. Latino
2. Greco
3. Francese
4. Germanico
5. Spagnolo

## Fonti
I dati per comporre il dizionario sono stati raccolti in loco a partire dal 1922 in più di 300 paesi ma ci si è serviti anche delle carte del Touring Club Italiano e dell'Istituto Geografico Militare e di precedenti lavori sul tema.
- Saggio di Toponomastica calabrese (1939) di Giovanni Alessio
- Les actes grecs de S.Maria di Messina (1963) di André Guillou (documentazione storica)
- Syllabus graecarum membranarum (1865) di Francisco Trinchera (documentazione storica)
- Rationes Decimarum Italiae di Domenico Vendola XIV sec.
- Croniche ed antichità di Calabria di Girolamo Marafioti XVI sec. (I toponimi sono nella loro forma volgare)
- De antiquitate et situ Calabriae (1587) di Gabriele Barrio (I toponimi sono in forma latinizzata)
- Diplomi greci e arabi di Sicilia (1868-1882) di Salvatore Cusa